# Ulica Wolnica w Bochni
 Ulica Wolnica – ulica w Bochni, wybiegająca z połowy zachodniej pierzei rynkowej i prowadząca w kierunku południowo-zachodnim.

## Historia
Jest jedną z najstarszych ulic miasta. Powstała niedługo po jego lokacji w 1253 r. Początkowo stanowiła część ulicy Różanej, będącej traktem łączącym rynek miejski z Bramą Krakowską. W 1493 r. pojawia się ona po raz pierwszy w źródłach jako platea Rozana penes montem circa cimiterium et penes braxatorium. Na początku XX w. radni miejscy podjęli decyzję o przemianowaniu pierwszego odcinka ówczesnej ulicy Różanej, od Rynku do ul. Adama Mickiewicza, na ulicę Wolnica.
Przy ulicy znajduje się jeden budynek wpisany do rejestru zabytków. Jest to kamienica narożna Rynek 9 / Wolnica z połowy XIX w., przebudowana na początku XX w.

## Nazwa
Nazwa ta nawiązuje do prawa wolnego handlu w określone dni tygodnia (tzw. przywilej na sochaczki), nadawanego Bochni przez królów: Władysława Łokietka w 1321 r. na handel mąką, Władysława Jagiełłę w 1405 r. na handel mięsem, Jana Olbrachta w 1494 r. powtórnie na handel mięsem i Zygmunta I Starego w 1525 r. również na handel mięsem.

## Plany rewitalizacji
W 2014 r. pojawił się pomysł zamknięcia ruchu samochodowego na ulicy Wolnica oraz części Rynku i stworzenia deptaka z kawiarniami. 24 maja 2018 r. władze miasta i województwa małopolskiego podpisały umowę gwarantującą dofinansowanie projektu. Prace rewitalizacyjne ulicy zaplanowano na lata 2019-2020.